# Ballana polica
Ballana polica är en insektsart som beskrevs av Delong 1937. Ballana polica ingår i släktet Ballana och familjen dvärgstritar. Inga underarter finns listade i Catalogue of Life.